# ミュルーズの戦い (1674年)
ミュルーズの戦い（ミュルーズのたたかい、英語: Battle of Mulhouse）は、仏蘭戦争中の1674年12月29日、テュレンヌの冬季戦役の一部として行われた戦闘。
神聖ローマ帝国軍が冬営に入っている間、テュレンヌは自軍を数隊に分けてヴォージュ山脈を進み、ベルフォール近くで再集結した。帝国軍がその意図をつかめず混乱したため、テュレンヌは12月29日にミュルーズを奇襲して勝利することができた。

## 背景

### 仏蘭戦争
仏蘭戦争の原因は、フランス王ルイ14世が栄光を求めて軍事上の勝利を得ようとしたことと、1667年から1668年までのネーデルラント継承戦争においてネーデルラント連邦共和国（オランダ）が裏切ったことに対して懲罰を与えることの2点だった。オランダははじめフランスの同盟国だったが、ルイ14世の領土拡大に対する野心に直面するとイングランド王国とスウェーデン王国と三国同盟を締結してフランスの拡張主義を阻害した。ルイ14世は三国同盟の圧力により譲歩したが、直後に資金力でスウェーデンとイングランドを取り入れて同盟から離脱させた。そして、フランスは1672年にオランダに侵攻した。しかし、オランダは侵攻を阻止することに成功、やがて神聖ローマ帝国などほかの国が対仏戦争に参戦した。
1674年の戦役は主にオランダで戦われたが、神聖ローマ皇帝レオポルト1世はアルザスで第二の戦線を開こうとした。帝国元帥アレクサンドル・ド・ブルノンヴィルは9月にストラスブールでライン川を渡りアルザスに入った。10月4日、テュレンヌはエンツハイムの戦いで帝国軍を攻撃、決着こそつかなかったもののブルノンヴィルに1674年の戦役を終わらせ、コルマール近くで冬営に入る決断を下させた。ブルノンヴィルはそこでブランデンブルク選帝侯フリードリヒ・ヴィルヘルムの軍勢と合流した。

### テュレンヌの冬季戦役
当時の軍隊は冬季の戦役を避けることが多かったが、テュレンヌは雪が降り始めても攻撃を続けようとした。彼は帝国軍の側面を通って南へ進み、ヴォージュ山脈を遮蔽にするなどの戦略を駆使して自軍の行軍とその目的をくらました。 12月27日、テュレンヌはヴォージュ山脈の南側にあるベルフォールに到着した。

## 戦闘
テュレンヌがベルフォールに到着したことは帝国軍を驚かした。彼はすぐにアルザスを侵攻しようとしたが、食糧を探す必要があったためフランス軍の進軍が止まった。捕虜の尋問により帝国軍とその同盟軍がコルマールとアルトキルシュに集結していることが判明した。テュレンヌはコルマールとアルトキルシュの軍勢の間に強行で割り込もうとし、当時スイス原初同盟と連合したミュルーズという自由都市を経路とした。彼は騎兵3千しか連れていけなかったが、少数の歩兵ができるだけ早くその後を続くとした。
ブルノンヴィルはイル川を維持することで自軍が集結する時間を稼ごうとした。フランス軍の進軍が遅れたため、帝国軍の前衛がテュレンヌの到着より先にミュルーズを占領することに成功した。この前衛とはヘルマン・フォン・バーデン＝バーデン率いる総勢騎兵5千以上の派遣軍（オーストリア、バーデン、ミュンスター兵を含む）で、アルトキルシュから北上してコルマールへ向かっていた。テュレンヌはミュルーズ近くのイル川に到着すると、モントーバン侯爵（Montauban）ルネ・ド・ラ・トゥール（René de la Tour）に騎兵2個大隊での偵察を命じた。テュレンヌはモントーバンの後を続いて進軍、2人が合流するときには敵軍2個大隊が川近くの位置におり、また近くに5個大隊が支援していた。
川が浅く渡河が可能だったため、テュレンヌはモントーバンに最前衛を攻撃するよう命じた。テュレンヌも帝国軍も増援を投入したため戦闘はすぐエスカレートした。テュレンヌは右翼に大部隊を配置して、騎兵にトランペットやシンバルを鳴らせたりしてフランス軍全軍が到着するとの錯覚を帝国軍に与えた。帝国軍の胸甲騎兵が突如ミュルーズに逃げると、帝国軍全体が規律を失って撤退をはじめ、その一部がスイスのバーゼルに向けて逃走した。テュレンヌはモントーバンが捕虜になるなど60人を失った。帝国軍の損害については文献によって違ったが、少なくとも300人以上はいた。

## その後
テュレンヌはベルフォールにいる本軍のもとへ戻った。フランス軍が進軍を再開する準備を整えたのは1月のはじめのことであった。テュレンヌは帝国軍のいるコルマールへ進軍するが、その近くで戦われたテュルクハイムの戦いにおいて決定的に勝利、帝国軍をアルザスから追い出した。
現代のミュルーズは10万人以上の人口を有する都市であり、1674年の戦闘の戦場は都市の一部となった。